# Carena del Pèlag
La Carena del Pèlag és una serra als municipis d'Ullastrell i Viladecavalls a la comarca del Vallès Occidental, amb una elevació màxima de 289,8 metres.